# Lista zilelor de independență națională
     Ziua Națională legată de independență
     Altă Zi națională
     Fără Ziua Națională oficială

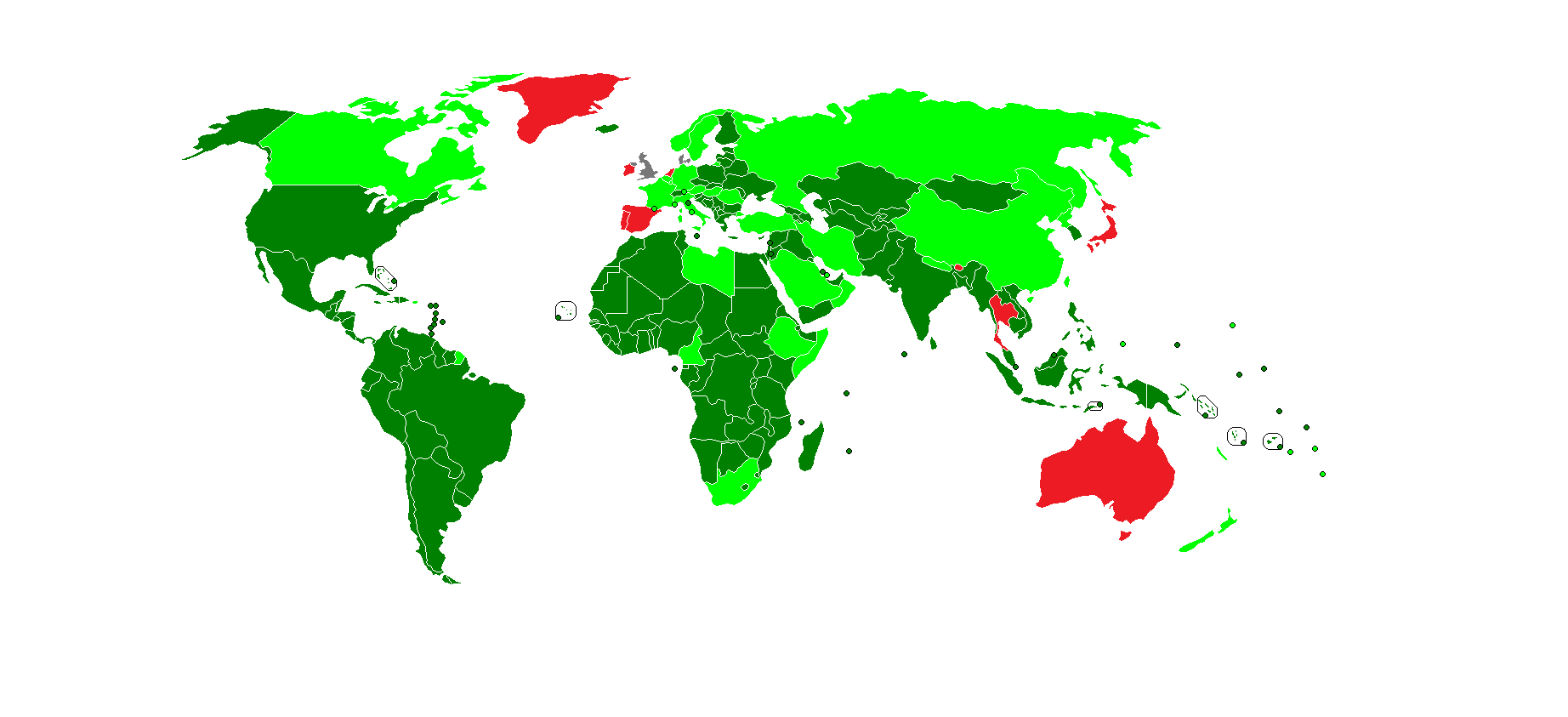
Ziua Națională legată de independență
Altă Zi națională
Fără Ziua Națională oficială

Ziua Independenței este un eveniment anual, care aniversează, de obicei declararea independenței unui stat, după ce a încetat să facă parte dintr-o altă națiune sau stat; mai rar, după sfârșitul unei ocupații militare. Cele mai multe țări sărbatoresc zilele lor respective de independență ca o sărbătoare națională și în unele cazuri, data sărbătorii este controversată sau în litigiu.

## Listă
Lista următoare conține o parte a zilelor de independență ale țărilor din întreaga lume:
| Țara                          | Data                                                                        | Independență | Eveniment                                 |  |
| ----------------------------- | --------------------------------------------------------------------------- | --- | ----------------------------------------- |  |
| Afghanistan                   | 19 august                                                                   | Independența față de Regatul Unit. Afganistan a dobândit controlul asupra afacerilor externe în 1919. | Ziua Independenței Afganistanului         |  |
| Africa de Sud                 | 11 decembrie                                                                | Independența față de Regatul Unit în 1931. Nu este sărbătoare publică. Uniunea Africii de Sud formată pe 31 mai 1910 și Republica Africii de Sud, au declarat pe 31 mai 1961 că au câștigat independența sub conducere minoritară în 1994 după apartheid. |                                           |  |
| Albania                       | 28 noiembrie                                                                | Declarată de Ismail Qemali în 1912, a însemnat sfârșitul a cinci secole de dominație otomană. | Dita e Pavarësisë                         |  |
| Algeria                       | 5 iulie                                                                     | Independența față de Franța în 1962. |                                           |  |
| Angola                        | 11 noiembrie                                                                | Independența față de Portugalia în 1975. |                                           |  |
| Antigua și Barbuda            | 1 noiembrie                                                                 | Independența față de Regatul Unit în 1981. |                                           |  |
| Argentina                     | 9 iulie                                                                     | Independența a fost declarată față de Imperiul Spaniol în 1816. |                                           |  |
| Armenia                       | 28 mai 21 septembrie                                                        | Declarația de independență față de Imperiul Otoman în 1918. Independența față de Uniunea Sovietică în 1991. | Zi națională                              |  |
| Austria                       | 26 octombrie                                                                | Restaurarea suveranității, în 1955. | Zi națională                              |  |
| Azerbaidjan                   | 28 mai 18 octombrie                                                         | Independența față de Imperiul Rus în 1918. Independența redeclarată față de Uniunea Sovietică în 1991. |                                           |  |
| Bahamas                       | 10 iulie                                                                    | Independența față de Regatul Unit în 1973. |                                           |  |
| Bahrain                       | 15 august                                                                   | Independența față de Regatul Unit în 1971. | Ziua Independenței Bahrainului            |  |
| Bangladesh                    | 26 martie                                                                   | Independența a fost declarată față de Pakistan, iar acest lucru a dus la un război de nouă luni care s-a încheiat la 16 decembrie 1971. | Ziua Independenței Bangladeshului         |  |
| Barbados                      | 30 noiembrie                                                                | Independența față de Regatul Unit în 1966. |                                           |  |
| Belarus                       | 3 iulie                                                                     | Eliberarea Minskului, după mai mulți ani de ocupație germană în 1944. |                                           |  |
| Belgia                        | 21 iulie                                                                    | Independența față de Țările de Jos (Revoluția belgiană), pe 4 octombrie 1830. Leopold de Saxa-Coburg-Saalfeld face jurământul ca fiind primul rege al belgienilor la 21 iulie 1831. | Zi națională                              |  |
| Belize                        | 21 septembrie                                                               | Independența față de Regatul Unit pe 21 septembrie 1981. | Festivitățile din septembrie              |  |
| Benin                         | 1 august                                                                    | Independența față de Franța în 1969. |                                           |  |
| Bolivia                       | 6 august                                                                    | Independența față de Spanimoia în 1825. |                                           |  |
| Bosnia și Herzegovina         | 1 martie                                                                    | Independența față de Republica Socialistă Federativă Iugoslavia în 1992. | Ziua independeței (Bosnia și Herzegovina) |  |
| Botswana                      | 30 septembrie                                                               | Independența față de Regatul Unit în 1966. |                                           |  |
| Brazilia                      | 7 septembrie                                                                | Independența față de Portugalia în 1822. Recunoscută pe 29 august 1825. | Ziua independeței (Brazilia)              |  |
| Bulgaria                      | 5 octombrie                                                                 | Independența față de Imperiul Otoman în 1908. |                                           |  |
| Brunei                        | 1 ianuarie                                                                  | Independența față de Marea Britanie în 1984. |                                           |  |
| Burkina Faso                  | 5 august                                                                    | Independența față de Franța în 1960. |                                           |  |
| Burundi                       | 1 iulie                                                                     | Independența față de Belgia în 1962. |                                           |  |
| Cambodgia                     | 9 noiembrie                                                                 | Independența față de Franța în 1953. |                                           |  |
| Camerun                       | 1 ianuarie                                                                  | Independența față de Franța și Marea Britanie. |                                           |  |
| Republica Capului Verde       | 5 iulie                                                                     | Independența față de Portugalia în 1975. |                                           |  |
| Republica Centrafricană       | 13 august                                                                   | Independența față de Franța în 1960. |                                           |  |
| Chile                         | 12 februarie și 18 septembrie                                               | A declarat independența față de Spania în data de 12 februarie 1818. De fapt, chilienii sărbătoresc data primei junte a guvernului, 18 septembrie. Această dată nu a fost recunoscut ca atare până la 25 aprilie 1844. |                                           |  |
| Ciad                          | 11 august                                                                   | Independența față de Franța în 1960. |                                           |  |
| Ciprul de Nord                | 2 septembrie                                                                | Declarația de independența față de Cipru în 1983. Parțial recunoscut. |                                           |  |
| Columbia                      | 20 iulie și 7 august                                                        | Independența față de Spania în 1810. |                                           |  |
| Republica Democratică Congo   | 30 iunie                                                                    | Independența față de Belgia în 1960. |                                           |  |
| Coreea de Nord                | 9 septembrie                                                                | Fondarea Republicii Populare Democrate Coreene în 1948. |                                           |  |
| Coreea de Sud                 | 15 august                                                                   | (Gwangbokjeol) Independența față de Japonia în 1945. (Independența față de Japonia a fost declarată la data de 1 martie 1919. Ziua de 15 august 1945 este Ziua Oficială a Eliberării Coreei.) |                                           |  |
| Costa Rica                    | 15 septembrie                                                               | Independența față de Spania în 1821. |                                           |  |
| Coasta de Fildeș              | 7 august                                                                    | Independența față de Franța în 1960. |                                           |  |
| Croația                       | 8 octombrie                                                                 | Independența față de Iugoslavia în 1991. Independența a fost declarată, după referendumul din 19 mai, de către Parlamentul European la 25 iunie. Data este sărbătorită ca Ziua Suveranității, dar o perioadă de trei luni de moratoriu a fost impusă ca urmare a Acordului Brijuni, iar pe 8 octombrie legăturile cu Iugoslavia au fost rupte în mod oficial.                                                            |                                           |  |
| Cuba                          | 20 mai                                                                      | Independența față de Statele Unite în 1902. |                                           |  |
| Cipru                         | 1 octombrie                                                                 | Independența față de Regatul Unit pe 16 august 1960, dar Ziua Independenței, este de obicei sarbătorită pe 1 octombrie. |                                           |  |
| Republica Cehă                | 28 octombrie și 1 ianuarie                                                  | Cehoslovacia marca independența față de Austro-Ungaria pe 28 octombrie 1918. Ca Republica Cehă, după scindarea Cehoslovaciei în 1993. |                                           |  |
| Djibouti                      | 27 iunie                                                                    | Independența față de Franța în 1977. |                                           |  |
| Dominica                      | 3 noiembrie                                                                 | Independența față de Regatul Unit în 1978. |                                           |  |
| Republica Dominicană          | 27 februarie                                                                | Independența față de Haiti în 1844, după o ocupație de 22 de ani. |                                           |  |
| Ecuador                       | 10 august și 24 mai                                                         | A proclamat independența față de Spania pe 10 august 1809, dar a eșuat după execuția tuturor conspiratorii mișcării pe 2 august 1810. Independența în cele din urmă a fost obținută pe 24 mai 1822 la Bătălia de la Pichincha. |                                           |  |
| El Salvador                   | 15 septembrie                                                               | Independența față de Spania în 1821. |                                           |  |
| Elveția                       | 1 august                                                                    | (Ziua națională a Elveției) Alianță împotriva Sfântului Imperiu Roman în 1291. |                                           |  |
| Emiratele Arabe Unite         | 2 decembrie                                                                 | (Ziua națională) Independența față de Regatul Unit în 1971. |                                           |  |
| Eritreea                      | 24 mai                                                                      | Independența față de Etiopia în 1993. | Ziua Independenței (Eritreea)             |  |
| Estonia                       | 24 februarie 20 august                                                      | Independența față de Imperiul Rus în 1918. Independența a fost declarată din nou în 1991 față de Uniunea Sovietică. |                                           |  |
| Fiji                          | 10 octombrie                                                                | Independența față de Regatul Unit în 1970. |                                           |  |
| Filipine                      | 12 iunie                                                                    | Independența față de Spania în 1898. | Araw ng Kalayaan                          |  |
| Finlanda                      | 6 decembrie                                                                 | Independența față de Rusia în 1917. Recunoscută pe 4 ianuarie 1918. | Ziua Independenței (Finlanda)             |  |
| Gabon                         | 17 august                                                                   | Independența față de Franța în 1960. |                                           |  |
| Gambia                        | 18 februarie                                                                | Independența față de Regatul Unit în 1965. |                                           |  |
| Georgia                       | 26 mai 9 aprilie                                                            | Ziua Primei Republici și Independența față de Imperiul Rus în 1918. Independența față de URSS în 1991. |                                           |  |
| Ghana                         | 6 martie                                                                    | Independența față de Regatul Unit în 1957. |                                           |  |
| Grecia                        | 25 martie și 28 octombrie                                                   | Declarația de independența față de Imperiul Otoman în 1821. Începutul Războiului de Independență al Greciei/Începutul Al Doilea Război Mondial (1940) împotriva Italiei. | Zile naționale                            |  |
| Grenada                       | 7 februarie                                                                 | Independența față de Regatul Unit în 1974. |                                           |  |
| Guatemala                     | 15 septembrie                                                               | Independența față de Spania în 1869. |                                           |  |
| Guinea                        | 2 octombrie                                                                 | Independența față de Franța în 1958. |                                           |  |
| Guinea-Bissau                 | 24 septembrie                                                               | Declarația de independență față de Portugalia în 1973. |                                           |  |
| Guyana                        | 26 mai                                                                      | Independența față de Regatul Unit în 1969. |                                           |  |
| Haiti                         | 1 ianuarie                                                                  | Declarația de independență față de Franța în 1804. |                                           |  |
| Honduras                      | 15 septembrie                                                               | Independența față de Spania în 1821. |                                           |  |
| Islanda                       | 1 decembrie                                                                 | Independența față de Regatul Danemarcei în 1918. |                                           |  |
| India                         | 15 august                                                                   | (Cincisprezecea a lunii august) Independența față de Regatul Unit în 1947. |                                           |  |
| Indonezia                     | 17 august                                                                   | Declarația de independență (Hari Proklamasi Kemerdekaan R.I.) față de Regatul Țărilor de Jos în 1945. Regatul Țărilor de Jos a recunoscut independența și suveranitatea indoneziană în 1949. |                                           |  |
| Iordania                      | 25 mai                                                                      | Independența față de Regatul Unit în 1946. |                                           |  |
| Irak                          | 3 octombrie                                                                 | Independența față de Regatul Unit în 1932. |                                           |  |
| Irlanda                       | 24 aprilie                                                                  | Proclamarea Republicii Irlanda a început cu Rebeliunea de Paști pe 24 aprilie 1916. Independența față de Regatul Unit al Marii Britanii și Irlandei. |                                           |  |
| Israel                        | 5 Iyar (Pe sau între 15 aprilie și 15 mai în funcție de calendarul ebraic). | (Yom Ha'atzmaut) Independența față de Mandatul Britanic pentru Palestina, care a avut loc pe 14 mai 1948 (5 Iyar 5708 în calendarul ebraic). Yom Ha'atzmaut este sărbătorită în ziua de marți, miercuri sau joi cea mai apropiată de 5 Iyar, așa că are loc între 3 și 6 Iyar în fiecare an; asta înseamnă că sărbătoarea poate cădea oricând între și inclusiv pe 15 aprilie și 15 mai, conform calendarului gregorian. | Yom Ha'atzmaut                            |  |
| Jamaica                       | 6 august                                                                    | Independența față de Regatul Unit în 1962. |                                           |  |
| Kazahstan                     | 16 decembrie                                                                | Independența față de Uniunea Sovietică în 1991. |                                           |  |
| Kenya                         | 12 decembrie                                                                | Independența față de Regatul Unit în 1963. |                                           |  |
| Kosovo                        | 17 februarie                                                                | Independența față de Serbia în 2008. |                                           |  |
| Kuweit                        | 25 februarie                                                                | Independența față de Regatul Unit în 1961. |                                           |  |
| Kîrgîzstan                    | 31 august                                                                   | Independența față de Uniunea Sovietică în 1991. |                                           |  |
| Laos                          | 19 iulie                                                                    | Independența față de Franța pe 19 iulie 1949. |                                           |  |
| Letonia                       | 18 noiembrie și 4 mai                                                       | Independența față de Rusia pe 18 noiembrie 1918. Independența față de Uniunea Sovietică pe 4 mai 1990. |                                           |  |
| Liban                         | 22 noiembrie                                                                | Independența față de Franța în 1943. |                                           |  |
| Lesotho                       | 4 octombrie                                                                 | Independența față de Regatul Unit în 1966. |                                           |  |
| Liberia                       | 26 iulie                                                                    | Independența față de Statele Unite în 1847. |                                           |  |
| Libia                         | 24 decembrie                                                                | Independența față de Italia pe 24 decembrie 1951. |                                           |  |
| Lituania                      | 16 februarie și 11 martie                                                   | Declarația de Independență a Lituaniei: Independența față de Imperiul Rus și de Imperiul German în februarie 1918; Actul de Restabilire a Statului Lituania: Independența față de Uniunea Sovietică în [martie]] 1990. |                                           |  |
| Macedonia                     | 8 septembrie                                                                | (Den na nezavisnosta sau Ден на независноста) Independența față de Iugoslavia în 1991. |                                           |  |
| Madagascar                    | 26 iunie                                                                    | Independența față de Franța în 1960. |                                           |  |
| Malawi                        | 6 iulie                                                                     | Independența față de Regatul Unit în 1964. |                                           |  |
| Malaezia                      | 31 august                                                                   | (Hari Merdeka) Independența față de Regatul Unit în 1957 (ca Federația Malaya). |                                           |  |
| Maldive                       | 26 iulie                                                                    | Independența față de Regatul Unit în 1965. |                                           |  |
| Mali                          | 22 septembrie                                                               | Independența față de Franța în 1960. |                                           |  |
| Malta                         | 21 septembrie                                                               | (Ziua Independenței (Malta)) Independența față de Regatul Unit în 1964. |                                           |  |
| Mauritius                     | 12 martie                                                                   | Independența față de Regatul Unit în 1968. |                                           |  |
| Mexic                         | 16 septembrie                                                               | (Grito de Dolores) Independența față de Spania în 1810. Recunoscută pe 27 septembrie 1821. |                                           |  |
| Republica Moldova             | 27 august                                                                   | (Ziua Independenței); Declarația de Independență față de Uniunea Sovietică în 1991. | Ziua națională                            |  |
| Mongolia                      | 29 decembrie                                                                | Independența față de Dinastia Qing în 1911. |                                           |  |
| Muntenegru                    | 21 mai                                                                      | Independența față de uniunea statală cu Serbia în 2006. |                                           |  |
| Maroc                         | 18 noiembrie                                                                | Independența față de Franța și Spania în 1956. |                                           |  |
| Mozambic                      | 25 iunie                                                                    | Independența față de Portugalia în 1975. |                                           |  |
| Myanmar                       | 4 ianuarie                                                                  | Independența față de Regatul Unit în 1948. | Ziua Independenței (Birmania)             |  |
| Nagorno-Karabah               | 2 septembrie                                                                | Independența față de Azerbaidjan în 1991. Independență de facto. | Ziua națională                            |  |
| Namibia                       | 21 martie                                                                   | Independența față de mandatul Africii de Sud în 1990. |                                           |  |
| Nauru                         | 31 ianuarie                                                                 | Independența față de Australia, Noua Zeelandă și Regatul Unit în 1968. |                                           |  |
| Nicaragua                     | 15 septembrie                                                               | Independența față de Spania în 1821. |                                           |  |
| Niger                         | 3 august                                                                    | Independența față de Franța în 1960. |                                           |  |
| Nigeria                       | 1 octombrie                                                                 | Independența față de Regatul Unit în 1960. |                                           |  |
| Pakistan                      | 14 august                                                                   | (Yaum e Azadi) Independența față de Regatul Unit pe 27 Ramadan ul Mubarik, 14 august 1947. |                                           |  |
| Panama                        | 28 noiembrie                                                                | Independența față de Spania, sărbătorită pe 28 noiembrie 1821, iar după asta, Panama a făcut parte din „Gran Colombia” până în 1903. Separarea de Columbia din 1903 este de asemenea o sărbătoare oficială celebrată pe 3 noiembrie. |                                           |  |
| Papua Noua Guinee             | 16 septembrie                                                               | Independența față de Australia a fostului Teritoriu Papua și Noua Guinee în 1975. |                                           |  |
| Paraguay                      | 14 mai                                                                      | (Día de Independencia) Independența față de Spania în 1811. |                                           |  |
| Peru                          | 28 iulie                                                                    | Independența față de Spania în 1821. |                                           |  |
| Polonia                       | 11 noiembrie                                                                | Independența față de Imperiul Rus, Regatul Prusiei și Austro-Ungaria în 1918. | Święto Niepodległości                     |  |
| Portugalia                    | 1 decembrie                                                                 | Restaurarea independenței Portugaliei (1640) față de Uniunea Iberică cu Spania. |                                           |  |
| Republica Congo               | 15 august                                                                   | Independența față de Franța în 1960. |                                           |  |
| România                       | 10 mai                                                                      | Independența față de Imperiul Otoman în 1877. | Ziua Independenței Naționale              |  |
| Rwanda                        | 1 iulie                                                                     | Independența față de Belgia în 1962. |                                           |  |
| Sfântul Kitts și Nevis        | 19 septembrie                                                               | Independența față de Regatul Unit în 1983. |                                           |  |
| Saint Lucia                   | 22 februarie                                                                | Independența față de Regatul Unit în 1979. | Ziua Independenței                        |  |
| Samoa                         | 1 ianuarie                                                                  | Independența față de Noua Zeelandă în 1962. |                                           |  |
| São Tomé și Príncipe          | 12 iulie                                                                    | Independența față de Portugalia în 1975. |                                           |  |
| Senegal                       | 4 aprilie                                                                   | Independența față de Franța în 1960. |                                           |  |
| Serbia                        | 15 februarie                                                                | Independența față de Imperiul Otoman în 1804. |                                           |  |
| Seychelles                    | 29 iunie                                                                    | Independența față de Regatul Unit în 1976. |                                           |  |
| Sfântul Vicențiu și Grenadine | 27 octombrie                                                                | Independența față de Regatul Unit în 1979. |                                           |  |
| Sierra Leone                  | 27 aprilie                                                                  | Independența față de Regatul Unit în 1961. |                                           |  |
| Singapore                     | 9 august                                                                    | Ziua națională (Singapore) |                                           |  |
| Siria                         | 17 aprilie                                                                  | (Ziua evacuării) Finalul mandatului francez pentru Siria în 1946. |                                           |  |
| Slovacia                      | 17 iulie                                                                    | Declarația de Independență din 1992 (doar o zi de amintire), independența de iure a venit la 1 ianuarie 1993, după divizarea Cehoslovaciei (sărbătoare publică). |                                           |  |
| Slovenia                      | 26 decembrie și 25 iunie                                                    | (Ziua Suveranității) Independența față de Iugoslavia în 1991. |                                           |  |
| Insulele Solomon              | 7 iulie                                                                     | Independența față de Regatul Unit în 1978. |                                           |  |
| Somalia                       | 1 iulie                                                                     | Independența față de Italia în 1960. |                                           |  |
| Sudanul de Sud                | 9 iulie                                                                     | Independența față de Sudan în 2011. |                                           |  |
| Sri Lanka                     | 4 februarie                                                                 | Independența față de Regatul Unit în 1948. | Ziua Independenței (Sri Lanka)            |  |
| Sudan                         | 1 ianuarie                                                                  | Independența față de Egipt și Regatul Unit în 1956. |                                           |  |
| Suriname                      | 25 noiembrie                                                                | Independența față de Regatul Țărilor de Jos în 1975. |                                           |  |
| Swaziland                     | 6 septembrie                                                                | Independența față de the Regatul Unit în 1968. |                                           |  |
| Suedia                        | 6 iunie                                                                     | (Ziua națională a Suediei) sărbătorește alegerea Regelui Gustav Vasa în anul 1523 și constituțiile noi din 1809 și 1974. |                                           |  |
| Statele Unite                 | 4 iulie                                                                     | (4 iulie); Declarația de independență față de Regatul Marii Britanii în 1776. | Ziua Independenței (Statele Unite)        |  |
| Tadjikistan                   | 9 septembrie                                                                | Independența față Uniunea Sovietică în 1991. |                                           |  |
| Tanzania                      | 9 decembrie                                                                 | Independența Tanganyika față de Regatul Unit în 1961. |                                           |  |
| Timorul de Est                | 20 mai                                                                      | Independența față de Portugalia în 2002 (recunoașterea, Timorul de Est a fost invadat de Indonezia, între 1975 - 1999, oficial, nu a încetat să fie considerat ca fiind administrat de către Portugalia). |                                           |  |
| Togo                          | 27 aprilie                                                                  | Independența față de Franța în 1960. |                                           |  |
| Tonga                         | 4 iunie                                                                     | Încetarea statutului de protectorat sub Regatul Unit în 1970. |                                           |  |
| Trinidad și Tobago            | 31 august                                                                   | Independența față de Regatul Unit în 1962. |                                           |  |
| Tunisia                       | 20 martie                                                                   | Declarația de independență față de Franța în 1956. |                                           |  |
| Turcia                        | 29 octombrie                                                                | Turcia devine republică după destrămarea Imperiului Otoman. Războiul de Independență al Turciei în 1923. |                                           |  |
| Turkmenistan                  | 27 octombrie                                                                | Declarația de independență față de Uniunea Sovietică în 1991. |                                           |  |
| Regatul Țărilor de Jos        | 5 mai                                                                       | (Bevrijdingsdag) Eliberarea de Germania nazistă în 1945. | Ziua națională                            |  |
| Ucraina                       | 24 august și 22 ianuarie                                                    | (День незалежності) Independența față de Uniunea Sovietică pe 24 august 1991. Unificarea Ucrainei pe 22 ianuarie 1919. |                                           |  |
| Ungaria                       | 15 martie                                                                   | Márciusi ifjak Revoluția Maghiară din 1848. | Ziua națională                            |  |
| Uruguay                       | 25 august                                                                   | (Declaratoria de la Independencia) Declarația de independență față de Brazilia în 1825. |                                           |  |
| Uzbekistan                    | 1 septembrie                                                                | Independența față de URSS în 1991. |                                           |  |
| Vanuatu                       | 3 iulie                                                                     | Independența față de Regatul Unit și Franța în 1980. |                                           |  |
| Venezuela                     | 5 iulie                                                                     | Declarația de independență față de Spania în 1811. |                                           |  |
| Vietnam                       | 2 septembrie                                                                | Proclamarea independenței față de Japonia și Franța în 1945. |                                           |  |
| Yemen                         | 30 noiembrie                                                                | Yemenul de Sud Declarația de independență față de Regatul Unit în 1967. |                                           |  |
| Zambia                        | 24 octombrie                                                                | Independența față de Regatul Unit în 1964. |                                           |  |
| Zimbabwe                      | 18 aprilie                                                                  | Independența față de Regatul Unit în 1980. |                                           |  |